# 灵山满族乡
灵山满族乡是中华人民共和国黑龙江省绥化市望奎县下辖的一个民族乡。

## 行政区划
灵山满族乡下辖以下村级行政区划单位：
正兰后头村、正白后二村、正白后三村、正兰六村和厢红七村。